# Billel Omrani
Abdel Slem Billel Omrani (in arabo عبد السلام بلال عمراني‎?; Forbach, 2 giugno 1993) è un calciatore algerino con cittadinanza francese, attaccante dell'Anagennīsī Karditsa.

## Biografia
Ha un fratello maggiore, Abdelhakim, anch'esso calciatore e una sorella maggiore, Yasmina, ex eptatleta internazionale. Possiede origini algerine.

## Caratteristiche tecniche
Omrani è un attaccante mancino, in grado di agire da prima punta o ala. A inizio carriera è stato paragonato a Riyad Mahrez per prestanza fisica e doti tecniche.

## Carriera

### Club
Muove i suoi primi passi nelle giovanili dell'Olympique Marsiglia. Esordisce in prima squadra il 2 ottobre 2011 contro il Brest, subentrando all'83 al posto di Alou Diarra.
A fine stagione vince la Coupe de la Ligue. Il 23 agosto 2012 esordisce nelle competizioni europee contro lo Sheriff Tiraspol, incontro preliminare valido per l'accesso alla fase a gironi di UEFA Europa League, sostituendo Jordan Ayew all'88'.
Il 6 settembre 2016 viene tesserato dal CFR Cluj, nel campionato rumeno. Il 13 settembre 2022 firma un contratto annuale, con opzione di rinnovo, con la FCSB.

### Nazionale
Dopo aver disputato vari incontri con le selezioni giovanili francesi, nel 2022 accetta la chiamata della nazionale maggiore dell'Algeria.

## Statistiche

### Presenze e reti nei club
Statistiche aggiornate al 19 dicembre 2024.
| Stagione              | Squadra               | Campionato            | Campionato | Campionato | Coppe nazionali | Coppe nazionali | Coppe nazionali | Coppe continentali | Coppe continentali | Coppe continentali | Altre coppe | Altre coppe | Altre coppe | Totale | Totale |
| Stagione              | Squadra               | Comp                  | Pres       | Reti       | Comp            | Pres            | Reti            | Comp               | Pres               | Reti               | Comp        | Pres        | Reti        | Pres   | Reti   |
| --------------------- | --------------------- | --------------------- | ---------- | ---------- | --------------- | --------------- | --------------- | ------------------ | ------------------ | ------------------ | ----------- | ----------- | ----------- | ------ | ------ |
| 2011-2012             | Olympique Marsiglia   | L1                    | 1          | 0          | CF+CdL          | 1+1             | 0               | UCL                | 0                  | 0                  | SF          | 0           | 0           | 3      | 0      |
| 2012-2013             | Olympique Marsiglia   | L1                    | 1          | 0          | CF+CdL          | 0               | 0               | UEL                | 2                  | 0                  | -           | -           | -           | 3      | 0      |
| 2012-2013             | Olympique Marsiglia 2 | CFA 2                 | 22         | 14         | -               | -               | -               | -                  | -                  | -                  | -           | -           | -           | 22     | 14     |
| 2013-2014             | Arles-Avignon 2       | CFA 2                 | 8          | 3          | -               | -               | -               | -                  | -                  | -                  | -           | -           | -           | 8      | 3      |
| 2013-2014             | Arles-Avignon         | L2                    | 13         | 0          | CF+CdL          | 0+2             | 1               | -                  | -                  | -                  | -           | -           | -           | 15     | 1      |
| 2014-2015             | Olympique Marsiglia 2 | CFA 2                 | 18         | 8          | -               | -               | -               | -                  | -                  | -                  | -           | -           | -           | 18     | 8      |
| 2015-2016             | Olympique Marsiglia 2 | CFA 2                 | 22         | 2          | -               | -               | -               | -                  | -                  | -                  | -           | -           | -           | 22     | 2      |
| Totale O. Marsiglia 2 | Totale O. Marsiglia 2 | Totale O. Marsiglia 2 | 62         | 24         |                 | -               | -               |                    | -                  | -                  |             | -           | -           | 62     | 24     |
| 2014-2015             | Olympique Marsiglia   | L1                    | 4          | 1          | CF+CdL          | 0               | 0               | -                  | -                  | -                  | -           | -           | -           | 4      | 1      |
| 2015-2016             | Olympique Marsiglia   | L1                    | 0          | 0          | CF+CdL          | 0               | 0               | UEL                | 0                  | 0                  | -           | -           | -           | 0      | 0      |
| Totale O. Marsiglia   | Totale O. Marsiglia   | Totale O. Marsiglia   | 6          | 1          |                 | 2               | 0               |                    | 2                  | 0                  |             | 0           | 0           | 10     | 1      |
| 2016-2017             | CFR Cluj              | L1                    | 18+10      | 4+1        | CR+CdL          | 2+0             | 1               | -                  | -                  | -                  | SR          | -           | -           | 30     | 6      |
| 2017-2018             | CFR Cluj              | L1                    | 20+10      | 5+3        | CR              | 1               | 1               | -                  | -                  | -                  | -           | -           | -           | 31     | 9      |
| 2018-2019             | CFR Cluj              | L1                    | 22+10      | 5+1        | CR              | 4               | 0               | UCL+UEL            | 2+3                | 0+3                | SR          | 1           | 0           | 42     | 9      |
| 2019-2020             | CFR Cluj              | L1                    | 20+8       | 6          | CR              | 0               | 0               | UCL+UEL            | 8+8                | 6+1                | SR          | 1           | 0           | 45     | 13     |
| 2020-2021             | CFR Cluj              | L1                    | 12+4       | 3          | CR              | 0               | 0               | UCL+UEL            | 0+3                | 0                  | SR          | 0           | 0           | 19     | 3      |
| 2021-2022             | CFR Cluj              | L1                    | 22+8       | 5          | CR              | 0               | 0               | UCL+UEL+UECL       | 5+2+4              | 2+0+0              | SR          | 1           | 0           | 42     | 7      |
| Totale CFR Cluj       | Totale CFR Cluj       | Totale CFR Cluj       | 114+50     | 28+5       |                 | 7               | 2               |                    | 35                 | 12                 |             | 3           | 0           | 209    | 47     |
| 2022-2023             | FCSB                  | L1                    | 16+6       | 2          | CR              | 0               | 0               | UECL               | -                  | -                  | -           | -           | -           | 22     | 2      |
| 2023-gen. 2024        | Petrolul Ploiești     | L1                    | 5          | 0          | CR              | 2               | 0               | -                  | -                  | -                  | -           | -           | -           | 7      | 0      |
| gen.-giu. 2024        | Wisła Cracovia        | 1l                    | 2          | 0          | CP              | 0               | 0               | -                  | -                  | -                  | -           | -           | -           | 2      | 0      |
| 2024-2025             | FC Politehnica Iași   | L1                    | 3          | 0          | CR              | 3               | 0               | -                  | -                  | -                  | -           | -           | -           | 6      | 0      |
| Totale carriera       | Totale carriera       | Totale carriera       | 285        | 63         |                 | 16              | 3               |                    | 37                 | 12                 |             | 3           | 0           | 341    | 78     |

### Cronologia presenze e reti in nazionale
| Cronologia completa delle presenze e delle reti in nazionale ― Algeria | Cronologia completa delle presenze e delle reti in nazionale ― Algeria | Cronologia completa delle presenze e delle reti in nazionale ― Algeria | Cronologia completa delle presenze e delle reti in nazionale ― Algeria | Cronologia completa delle presenze e delle reti in nazionale ― Algeria | Cronologia completa delle presenze e delle reti in nazionale ― Algeria | Cronologia completa delle presenze e delle reti in nazionale ― Algeria | Cronologia completa delle presenze e delle reti in nazionale ― Algeria |
| Data                                                                   | Città                                                                  | In casa                                                                | Risultato                                                              | Ospiti                                                                 | Competizione                                                           | Reti                                                                   | Note                                                                   |
| ---------------------------------------------------------------------- | ---------------------------------------------------------------------- | ---------------------------------------------------------------------- | ---------------------------------------------------------------------- | ---------------------------------------------------------------------- | ---------------------------------------------------------------------- | ---------------------------------------------------------------------- | ---------------------------------------------------------------------- |
| 12-6-2022                                                              | Doha                                                                   | Iran                                                                   | 1 – 2                                                                  | Algeria                                                                | Amichevole                                                             | -                                                                      | 71’                                                                    |
| Totale                                                                 |                                                                        | Presenze                                                               | 1                                                                      |                                                                        | Reti                                                                   | 0                                                                      |                                                                        |

## Palmarès

### Club

#### Competizioni nazionali
- Coppa di Lega francese: 1

Olympique Marsiglia: 2011-2012
- Campionato rumeno: 5

CFR Cluj: 2017-2018, 2018-2019, 2019-2020, 2020-2021, 2021-2022
- Supercoppa di Romania: 2

CFR Cluj: 2018,  2020
- Coppa di Polonia: 1

Wisła Cracovia: 2023-2024